# Salvia thymoides
Salvia thymoides es una especie de planta de la familia de las lamiáceas, nativa de México.

## Descripción
Salvia thymoides es un subarbusto (hierba de base leñosa) de hasta 50 cm de alto, con abundantes ramas tomentosas. Las hojas son opuestas, elípticas, tomentosas, generalmente de unos 8 mm de largo, con peciolos de hasta 3 mm de largo. La inflorescencia es un racimo corto con flores bilabiadas de color azul-púrpura, con dos líneas blancas que recorren la parte media del lóbulo inferior. El fruto es una núcula encerrada en el cáliz, el cual está recubierto de pelos glandulares.

## Distribución y hábitat
Salvia thymoides es un endemismo de las regiones de clima templado semiárido del este y sureste de México. En particular, se distribuye en la Cuenca de Oriental, en la Reserva de la biosfera Tehuacán-Cuicatlán y la Sierra Madre de Chiapas. Se ve favorecida por el disturbio, de modo que forma parte de la vegetación ruderal. También es un elemento ocasional en matorral xerófilo.

## Taxonomía
Salvia thymoides fue descrita en 1833 por George Bentham en Labiatarum Genera et Species: 255.
Etimología
Ver: Salvia
thymoides: epíteto de origen griego que significa "similar al tomillo".

### Sinonimia
- Salvia parvifolia Sessé & Moc. (ilegítimo)[4]

## Usos
Como varios miembros de su género, la especie contiene diterpenos y flavonoides, unos compuestos orgánicos de uso potencialmente terapéutico. En particular, Salvia thymoides ha demostrado tener propiedades antiinflamatorias.
También tiene uso en xerojardinería, donde es apreciada por su fragancia y por el color de sus flores.